# Inteligencia artificial en la educación

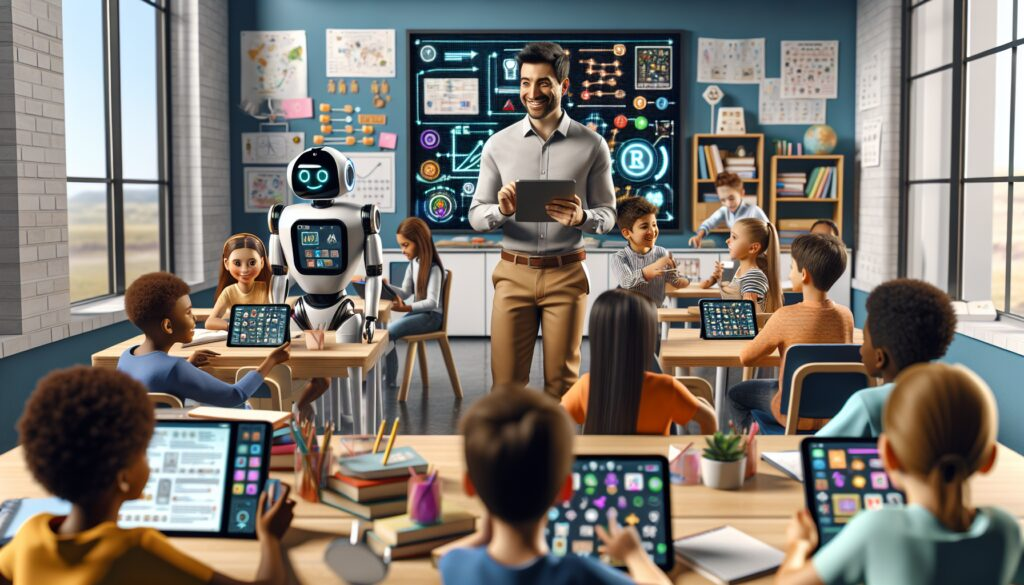
Con el pasar de los tiempos la educación ha ido cambiando a tal grado de que ahora es mucho más facil llegar a los estudiantes ya que existen la tecnología.

Inteligencia artificial en la educación  es la aplicación de la inteligencia artificial en entornos educativos. Este campo combina elementos de inteligencia artificial generativa, toma de decisiones basada en datos (automated decision-making), ética de la IA, privacidad de datos y Alfabetización en IA.
Los docentes pueden aprender a utilizar estos sistemas de IA como herramientas para generar código fuente, crear textos o contenido multimedia, así como optimizar la producción digital de materiales educativos. Al mismo tiempo, algunos gobiernos pueden ver la IA como un proyecto ideológico para normalizar el poder centralizado y la toma de decisiones, mientras que las escuelas públicas y la educación superior enfrentan una creciente privatización.
Las definiciones de la inteligencia artificial en la educación son objeto de debate y pueden generar confusión sobre su significado exacto. La IA puede tener su utilidad para mejorar la formulación de políticas, pero como parte de un conjunto de herramientas de enfoques, más que como un paradigma dominante en sí mismo. Deberíamos dar la bienvenida a los pilotos que prueben esto.

## Contexto
La inteligencia artificial se puede definir como «sistemas que muestran comportamiento inteligente al analizar su entorno y tomar acciones con cierto grado de autonomía para alcanzar objetivos específicos». Estos sistemas pueden ser software o estar integrados en hardware.
No hay un único enfoque para comprender la IA en educación (AIEd), pero su genealogía, sus promesas y problemáticas pueden ayudar a ver el panorama completo.  
El Dartmouth workshop es considerado un evento fundacional en la historia de la IA.

## Perspectivas emergentes
El impacto de la IA en la educación depende de su contexto geopolítico y económico. Quienes ven la IA como un medio para la transmisión de conocimiento aceptan conceptos como el «razonamiento de las máquinas» o las «alucinaciones» de los modelos. Por otro lado, los escépticos advierten sobre los espacios imaginativos cerrados promovidos por las grandes empresas tecnológicas, que limitan el pensamiento crítico.

## Inteligencia artificial en la educación
La comunidad de IA en educación ha crecido rápidamente en el norte global. Existen posturas divergentes: algunos educadores creen que la IA facilitará el acceso al conocimiento, mientras que otros ven riesgos en su impacto social y educativo. La IA generativa reduce en gran medida el grado en que el acceso a la experiencia es un obstáculo para la educación.

## Impacto de los algoritmos en la educación
Las empresas de IA se centran en la inteligencia artificial generativa (GAI) y el análisis de datos. Sin embargo, no hay consenso científico sobre su definición. La IA ofrece evaluación automatizada, traducción automática, tutoría virtual y asistentes inteligentes.
La «cadena de suministro de IA generativa» automatiza la producción de contenido y refuerza su autoridad mediante el efecto ELIZA. No obstante, existen preocupaciones sobre su impacto ético y académico.

## Modelos de lenguaje y alucinaciones
Los modelos de lenguaje de gran tamaño (LLMs) generan texto con base en datos recopilados de la web, a menudo sin permiso. Funcionan mediante predicción de palabras, creando respuestas coherentes pero susceptibles a sesgos y «alucinaciones». Estas respuestas incorrectas no son fallos, sino consecuencias del diseño del modelo.

## Educación y futuro de la IA
La tecnología educativa sigue evolucionando con la IA, lo que genera debates sobre su impacto en el aprendizaje y la ética. Mientras algunos defienden su integración curricular, otros advierten sobre su uso no regulado y sus riesgos sociales.  La Inteligencia Artificial (IA) es un concepto y una herramienta ubicuos que ya se encuentran en toda la sociedad y una parte integral de la vida cotidiana. Como tal, la comprensión básica y el conocimiento de la IA deberían ser un componente crítico de la educación de los estudiantes para fomentar ciudadanos globales exitosos. La infusión de IA en tantos aspectos de la vida humana ha creado la necesidad de que no solo podamos usar IA (incluso cuando no nos damos cuenta) sino también tener una mayor comprensión de sus amplias aplicaciones, utilidad, limitaciones y sesgos. Por lo tanto, existe la necesidad de un esfuerzo concertado para educar a todos los sectores para crear una población mejor preparada para prosperar en nuestro mundo habilitado para la IA en rápida evolución